# Gustavo Leigh

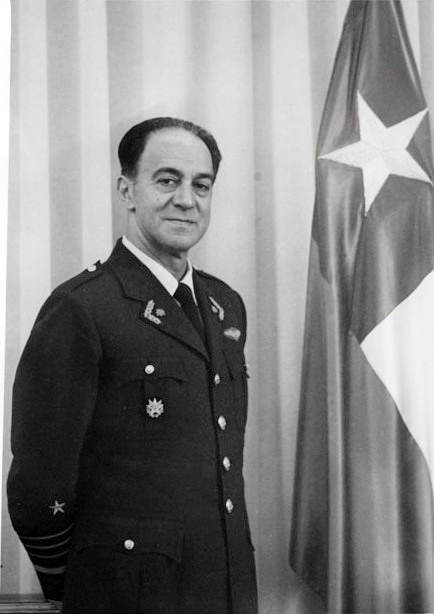
Gustavo Leigh Guzman

Gustavo Leigh Guzman (* 19. September 1920 in Santiago de Chile; † 29. September 1999 ebenda) war ein chilenischer Generalleutnant und Politiker, der während der Militärdiktatur unter Pinochet zwischen 1973 und 1978 Oberbefehlshaber der Luftwaffe (Fuerza Aérea de Chile) und deren Vertreter in der Militärjunta war. Er galt als einer der Hauptrivalen von Diktator Augusto Pinochet.

## Leben

### Militärische Ausbildung, Offizier und Generalstabsoffizier
Leigh trat nach dem Schulbesuch 1940 als Kadett in die Militärschule (Escuela Militar) ein und wechselte kurz darauf zur Ausbildung an die Luftwaffenschule (Escuela de Aviación), die er als 1942 Leutnant abschloss. Danach fand er zwischen 1942 und 1945 Verwendung als Bomberpilot bei der Fliegergruppe 4 auf dem Luftwaffenstützpunkt in El Bosque. Er nahm in der Zeit 1943 auch an einem Kurs für Flugabwehr in der Panamakanalzone teil und wurde 1944 zum Oberleutnant befördert. Er war von 1945 bis 1952 als Instrukteur an der Luftwaffenschule tätig und wurde 1948 zum Hauptmann befördert.
Danach absolvierte Leigh zwischen 1952 und 1953 eine Fortbildung zum Versorgungsoffizier und Piloten auf Hubschraubern von Bell Helicopter auf der Francis E. Warren Air Force Base der US Air Force in Cheyenne. Nach seiner Rückkehr nach Chile wurde er zum Major befördert und 1955 stellvertretender Kommandeur der Jagdgruppe 11 in Quintero, ehe er 1958 seine Beförderung zum Oberstleutnant und Ernennung zum Kommandeur dieser Jagdgruppe erfolgte.
1960 ging Leigh erneut in die USA und wurde dort Chef der Militärmission in Washington, D.C. sowie anschließend nach seiner Rückkehr 1966 zum Oberst befördert. In diesem Rang wurde er Generalsekretär der Luftwaffe und später bis 1971 Direktor der Luftwaffenschule.

### Luftwaffenbefehlshaber und Militärputsch vom 11. September 1973

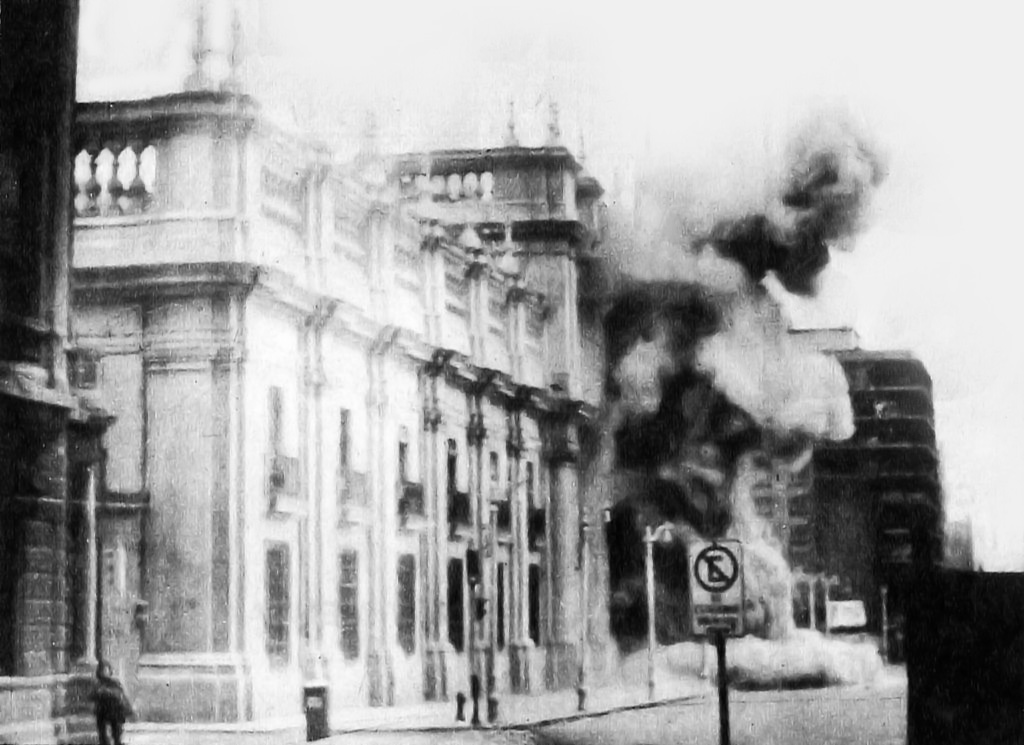
Auf Befehl Leighs erfolgte während des Militärputsches am 11. September 1973 die Bombardierung des Präsidentenpalastes La Moneda

Nach seiner Beförderung zum Brigadegeneral wurde Leigh 1971 Chef des Stabes der Luftwaffe sowie Kommandant des Luftwaffenstützpunktes El Bosque.
Nach dem Rücktritt von General César Ruiz Danyau wurde Leigh am 18. August 1973 zum Generalmajor befördert und als dessen Nachfolger zum Oberbefehlshaber der Luftwaffe ernannt.
Während des Militärputsches von General Augusto Pinochet gegen Präsident Salvador Allende ordnete er am 11. September 1973 die Bombardierung des Präsidentenpalastes La Moneda in der Calle Tomás Moro sowie von sechs Rundfunkstationen in Santiago de Chile mit Kampfflugzeugen vom Typ Hawker Hunter an. Danach ließ er die Amtliche Mitteilung Nr. 2 zum Militärputsch in der Kriegsakademie der Luftwaffe (Academia de Guerra de la Fuerza Aérea) in Las Condes aushängen.

### Mitglied der Militärjunta und Unterdrückung politischer Gegner
Danach wurde Leigh zum Generalleutnant sowie zum Mitglied der Militärjunta ernannt, der er bis zum 24. Juli 1978 angehörte.
Innerhalb der Militärjunta galt er als einflussreichste Persönlichkeit und wurde besonders für seinen Ausspruch „Wir müssen den marxistischen Krebs ausrotten“ (‚Hay que erradicar el cáncer marxista‘) bekannt, in dem er die chilenischen Staatsbürger aufforderte, Gegner der Junta und Anhänger des früheren Präsidenten Allende zu verraten. Unter seinem Oberbefehl ging die Luftwaffe brutal gegen interne linke Gegner vor.
Im Februar 1974 ordnete er die Gründung des Ersten Kriegsgerichts (Consejo de Guerra 1) der Luftwaffe unter dem Vorsitz von General José Berdichevsky an. Dieses verhängte gegen acht Beamte die Todesstrafe wegen Volksverhetzung (delito de sedición), darunter auch der Brigadegeneral der Luftwaffe, Alberto Bachelet Martínez, der während der Amtszeit von Präsident Allende Direktor des Amtes für Versorgung und Preise war. Der zu Allende loyal gebliebene Vater der späteren Präsidentin Michelle Bachelet wurde festgenommen und von Offizieren der Militärpolizei gefoltert, ehe er schließlich in der Justizvollzugsanstalt von Santiago der Chile verstarb. Weitere Opfer dieses Gerichts waren Oberst Carlos Ominami, Kommandant des Flugabwehrartillerieregiments in Colina, der ehemalige Senator von der Partido Socialista de Chile, Erich Schnake, sowie der frühere Präsident der Staatsbank (Banco del Estado de Chile), Carlos Lazo.

#### Repressionen der Geheimdienst DINA, SIFA und DIFA
Während seiner fünfjährigen Mitgliedschaft in der Militärjunta unterhielt Leigh enge Beziehungen zum Generalkorps der Luftwaffe und traf sich auch regelmäßig mit Offizieren des Luftwaffengeheimdienstes SIFA (Servicio de Inteligencia de la Fuerza Aérea), die ihn über Operationen und Repressionen gegen die Opposition in Kenntnis setzten. Dabei kam es immer wieder zu Spannungen zwischen dem ihm unterstehenden SIFA und dem offiziell im Juni 1974 gegründeten Nationalen Geheimdienst DINA (Dirección de Inteligencia Nacional) unter dessen Direktor, Oberst Manuel Contreras. Die Rivalität zwischen den beiden Geheimdiensten, DINA und SIFA, wurde besonders während der ersten Phase der zentrierten Repression gegen die Movimiento de Izquierda Revolucionaria (MIR) deutlich, bei der beide Organisationen Festnahmen und Übergriffe gegen Oppositionelle durchführten.
Anfang 1975 wurde innerhalb der Luftwaffe der neue Geheimdienst DIFA (Dirección de Inteligencia de la Fuerza Aérea) gegründet, um den SIFA abzulösen. Dabei handelte es sich nicht nur um eine rein namentliche Veränderung: Hauptziel des Luftwaffennachrichtendienstes waren nunmehr die Partido Comunista de Chile und die Partido Socialista de Chile. Die DIFA unterstand dem Generalstab der Luftwaffe und unmittelbarer Berichtspflicht gegenüber dem Oberbefehlshaber.
Zur Stärkung dieser Organisation bediente sich die Luftwaffe auch Zivilpersonen, von denen zahlreiche zuvor in ultrarechten Parteien und nationalistischen Gruppierungen mitarbeiteten, sowie von bisherigen externen Mitarbeitern des vorherigen SIFA. Letztendlich wurde auf Initiative der Luftwaffe Ende 1975 eine Gegenorganisation zur DINA geschaffen, das sogenannte „Gemeinsame Kommando“ (Comando Conjunto), das aus Mitarbeitern der Luftwaffe, der Carabineros und der Marine, aber auch Zivilpersonen bestand, und die sich später nach Ende der Militärdiktatur vor Gerichten verantworten mussten. Das Comando Conjunto unterhielt eigene Zentren für Inhaftierungen, Verhöre und Folterungen. Das als Remo Cero bekannte Operationszentrum dieser Organisation befand sich auf dem Luftwaffenstützpunkt Colina in einem Gebäude der Carabineros.
Dem Chef der Militärjunta, Augusto Pinochet, oblag durch ein Dekret laut einem Interview mit Leigh aus dem Jahr 1988 die alleinige Aufsicht über die DINA innerhalb der Militärjunta. Der Direktor der DINA musste Pinochet jeden Morgen Bericht erstatten und empfing von diesem die jeweiligen Anweisungen. Er selbst stritt jede Verantwortung für die DINA ab und hatte keinen Zweifel, dass Pinochet die alleinige Verantwortung für die DINA und dessen Handlungen trug. Der DINA wurden Anfang 1976 300 Mitarbeiter der SIFA unterstellt, um deren Operationen und Inhaftierungen zu unterstützen, so dass Leigh eine Verantwortung für die nach Anfang 1976 stattgefundenen Repressionen abstritt.
‚La DINA, según su decreto orgánico, dependía de la Junta de Gobierno, pero en la práctica dependía exclusivamente de Pinochet. Nadie de la Junta podía meterse en la DINA. El director se veía todas las mañanas con Pinochet, para darle cuenta y recibir sus instrucciones. Nosotros no teníamos nada que ver. No tengo dudas sobre la relación de Pinochet con la DINA; sí las tengo sobre el real conocimiento que él tenía de las acciones de ésta. A menudo la DINA nos imputaba operativos y detenciones que no habíamos efectuado lo que movió a retirar el personal de mi institución que estaba agregado a la DINA, a principios de 1976. La DINA quería que le proporcionáramos hasta 300 hombres.‘

#### Rivalität zu Pinochet

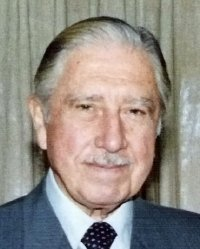
Während seiner fünfjährigen Mitgliedschaft in der Militärjunta wurde Gustavo Leigh zum Hauptrivalen von Diktator Augusto Pinochet

Gleich zu Anfang der Militärjunta wuchsen auch die Meinungsverschiedenheiten zwischen Leigh und Pinochet: Erstens wegen der von der Militärjunta geplanten Verfassung Chiles sowie zweitens wegen der Rückgabe der Macht an eine zivile Regierung. Ferner kam es zu unterschiedlichen Ansichten hinsichtlich der wirtschaftspolitischen Maßnahmen, die Pinochet und seine wirtschaftspolitischen Berater, die sogenannten „Chicago Boys“, einleiteten. Pinochet sah nach Ansicht Leighs in der Armee und den unabhängigen Unternehmen die wichtigsten und mächtigsten Stützen des Landes und versuchte daher, nach dem Militärputsch vom 11. September 1973 die Macht über möglichst lange Zeit zu halten.
Leigh hingegen bestand von Anfang an auf der Notwendigkeit, einen festen Zeitpunkt für die Rückkehr zur Demokratie festzulegen, und kritisierte den alleinigen Machtanspruch Pinochets. In diesem Zusammenhang wurde bereits am 25. September 1973 eine Verfassungskommission (Comisión Constitucional) gebildet, der die Rechtsanwälte und Politiker Enrique Ortúzar, Sergio Diez, Jaime Guzmán sowie Jorge Ovalle angehörten. Die Kommission unter dem Vorsitz des früheren Innen-, Justiz- und Außenminister Ortúzar erarbeitete dabei insbesondere Vorschläge zu Reformen auf der Grundlage der Verfassung von 1925. Allerdings konnte die Kommission mit ihren Ansichten die Kritiker nicht überzeugen, so dass Pinochet schließlich selbst die Kontrolle über die Verfassungskommission unter dem neuen Vorsitzenden und früheren Präsidenten Jorge Alessandri übernahm, die schließlich die Verfassung von 1980 ausarbeitete.

#### Machtverlust 1978 und Anklage wegen Beteiligung an der Militärjunta
Am 24. Juli 1978 kam es zu einer Machtkrise innerhalb der Militärjunta, die zum Rücktritt Leighs als Mitglied der Militärjunta und Oberbefehlshaber der Luftwaffe führte. Zugleich traten acht weitere, Leigh nahe stehende Generale wie der frühere Minister für Arbeit und soziale Fürsorge, Nicanor Díaz Estrada zurück. Nachfolger als Mitglied der Militärjunta und Oberbefehlshaber der Luftwaffe wurde daraufhin der bisherige Gesundheitsminister, Generalleutnant Fernando Matthei.
Nach seinem Ausscheiden aus dem aktiven Militärdienst wechselte Leigh in die Privatwirtschaft und war als Immobilienmakler tätig. Sein Partner im Immobiliengeschäft war der frühere Direktor des Luftwaffengeheimdienstes DIFA, General Enrique Ruiz Bunger.
1986 benannte der spätere Richter am Obersten Gerichtshof Chiles, Carlos Cerda Fernández, 40 Personen, darunter 32 Angehörige der Luftwaffe, wegen der Verwicklung bei Inhaftierungen und Verschwinden von 12 kommunistischen Politikern. Darunter befanden sich zahlreiche wichtige Personen des Comando Conjunto, aber auch General Gustavo Leigh. Einige Zeit später hob der Oberste Gerichtshof eine Verurteilung Leighs jedoch endgültig auf und begründete dieses damit, dass dies unter das Amnestiegesetz (Ley de Amnistía) fallen würde. Er sagte allerdings in dem Verfahren wegen der Ermordung des Präsidenten der Gewerkschaft des öffentlichen Dienstes ANEF (Agrupación Nacional de Empleados Fiscales), Tucapel Jiménez, den er einen Tag vor dessen Ermordung am 25. Februar 1982 getroffen hatte. Ferner erklärte er gegenüber dem Richter Juan Guzmán Tapia, dass die DINA ausschließlich von der Befehlsgewalt Pinochets abhing.
Leigh war zwei Mal verheiratet und Vater von sechs Kindern. Am 20. März 1990 verletzte er sich schwer mit einer Schusswaffe und verlor ein Auge. Er verstarb an den Folgen eines Herzinfarkts. Zu seinen Sargträgern gehörte einer seiner Vertrauten während der Zeit der Militärjunta, der frühere Operationschef des Zentralen Nationalen Nachrichtendienstes CNI, Álvaro Corbalán Castilla.